# Genki Omae
Genki Omae (大前 元紀 Omae Genki?), född 10 december 1989 i Kanagawa prefektur, är en japansk fotbollsspelare.
Omae började sin karriär 2008 i Shimizu S-Pulse. Efter Shimizu S-Pulse spelade han för Fortuna Düsseldorf, Omiya Ardija och Thespakusatsu Gunma.